# John S. Ragin
John Stanley Ragin (* 5. Mai 1929 in Irvington, New Jersey; † 14. April 2013 in Los Angeles, Kalifornien) war ein US-amerikanischer Schauspieler.

## Leben
Ragin erhielt meist kleinere Nebenrollen in Fernsehserien, so in Alfred Hitchcock zeigt (1960), Der Außenseiter (1968), Mini-Max, Kobra, übernehmen Sie und Invasion von der Wega wie auch in Quincy und Raumschiff Enterprise: Das nächste Jahrhundert. Während er bei den meisten Serien, in denen er auftrat, nur für ein oder zwei Folgen verpflichtet wurde, gehörte er bei Quincy als Dr. Robert Asten über sieben Jahre zur Stammbesetzung. Daneben spielte er auch einige kleine Rollen in verschiedenen Filmen, so unter anderem in Erdbeben (1974). Im April 2013 verstarb er über drei Wochen vor seinem 84. Geburtstag in  Los Angeles.

## Filmografie (Auswahl)
- 1965: Auf der Flucht (The Fugitive, Fernsehserie, 1 Folge)
- 1970: Kobra, übernehmen Sie (Mission: Impossible, Fernsehserie, 2 Folgen)
- 1969–1972: Der Chef (Ironside, Fernsehserie, 3 Folgen)
- 1973: The New Perry Mason (Fernsehserie, 1 Folge)
- 1973, 1975: Barnaby Jones (Fernsehserie, 2 Folgen)
- 1974: Erdbeben (Earthquake)
- 1976–1983: Quincy (Quincy, M. E., Fernsehserie, 148 Folgen)
- 1986: Trio mit vier Fäusten (Riptide, Fernsehserie, 1 Folge)
- 1987: Mord ist ihr Hobby (Murder, She Wrote, Fernsehserie, 1 Folge)
- 1987: Airwolf (Fernsehserie, 1 Folge)
- 1990–1991: California Clan (Santa Barbara, Fernsehserie, 6 Folgen)
- 1993: Raumschiff Enterprise: Das nächste Jahrhundert (Star Trek: The Next Generation, Fernsehserie, 1 Folge)